# Sjælland Sport & Event
Sjælland Sport & Event (SSE) er en virksomhed beliggende i Næstved som driver to professionelle sportshold – Næstved Boldklub i 1. division (fodbold), og Team FOG Næstved i Canal Digital Ligaen (basketball). Derudover arrangerer de diverse events, f.eks. Næstved Festuge, der do blev indstillet efter et unerskud i 2011.